# クマーバチャンネル
クマーバチャンネルは、アカツキメディアスタジオが運営するキッズ向けYouTubeチャンネル。

## 概要
2019年5月1日に配信が開始されたYouTubeチャンネル。キャラクター（バーチャルYouTuber）と一緒に、楽しく成長できるエンタメ知育チャンネル。子供向けバーチャルYouTuberの一つとして挙げられる。
プロジェクトリーダーの樋渡昇一郎によると、「3Dキャラクター×キッズソングは、海外では流行っているが、日本では誰もやっていない」ということに目をつけたのが制作のきっかけである。
「未就学児の想像力と表現力を豊かにし、可能性を広げる」ことをテーマにYouTubeでコンテンツを配信中。キャラクターデザインは、東京2020オリンピック・パラリンピックのマスコットキャラクターのデザイナー谷口亮。
米津玄師が作詞・作曲した「パプリカ」をカバーした動画が火付け役となり人気が上昇した。新型コロナウイルス感染症の世界的流行による巣ごもり需要の増加などもあり2020年5月の月間再生回数はディズニーの動画を上回る3200万回に達した。

## キャラクター
クマーバ
声 - ファイルーズあい
クマをモチーフにした男の子のキャラクター。年齢は5歳。
タブリス
声 - 佐藤舞
クマーバが持っているリス型タブレット。
ネコルン
声 - 井上ほの花
バグリン
声 - ぴっちょりーな
DJクマーバ
声 - ファイルーズあい

## 沿革
- 2019年
  - 5月1日 - YouTubeに初回動画を投稿
  - 10月20日 - 初めてのイベント「クマーバのふれあいイベント」を横浜アソビルで開催

- 2020年
  - 5月27日 - DJクマーバが、ユニバーサル ミュージックからメジャーデビュー[3]
  - 8月26日 - 英語チャンネル「Kumarba Channel」配信スタート[4]
  - 10月27日 - 伊藤忠商事と商品化のマスターライセンス契約を締結[5]
  - 12月9日 - 2020年のYouTube再生数 VTuberカテゴリにて年間1位を獲得[6]
  - 12月11日 - クマーバの新しいお友達・ネコルン登場[7]

- 2021年
  - 4月5日 - 「日本キャラクター大賞2021」にてニューフェイス賞を受賞[8]
  - 4月12日 - 初めての絵本を2冊同時発売[9]
- 2022年
  - 1月9日 - 初めてのファミリーコンサート開催[10]

- 2023年
  - 1月9日 - 日本テレビ「news every.」に4ヶ月間レギュラー出演[11]
  - 2月3日 - Amazon Prime Videoで「クマーバチャンネル」配信スタート[12]
  - 2月10日 - 「クマーバチャンネル-アニメとおもちゃ」配信スタート[13]
  - 10月25日 - テレビアニメ「クマーバ」テレビ東京ほかにて2024年4月放送決定[14]
- 2024年
  - 4月6日 - テレビアニメ「クマーバ」がテレビ東京ほかにて放送スタート[15]

## 作品

### メジャーデビューソング
- 1stシングル「トイレいけるかな？」（2020年5月27日公開）[16]
  - 作詞：Kanata Okajima
  - 作曲：ドイツ民謡/山の音楽家（やまのおんがくか）
  - 編曲：PandaBoY
  - 販売：ユニバーサル ミュージック EMI Records

- 2ndシングル「おやさいたいそう」（2020年7月29日公開）[17]
  - 作詞：松井洋平
  - 作曲：アメリカ民謡
  - 編曲：PandaBoY
  - 販売：ユニバーサル ミュージック EMI Records
- 3rdシングル「パンケーキなんまい？」（2020年9月18日公開）[18]
  - 作詞：中村彼方
  - 作曲：イギリス童謡
  - 編曲：PandaBoY
  - 販売：ユニバーサル ミュージック EMI Records
- 4thシングル「ありがとうごめんなさい、いえるかな？」（2020年10月30日公開）[19]
  - 作詞：田村歩美
  - 作曲：スイス民謡
  - 編曲：PandaBoY
  - 販売：ユニバーサル ミュージック EMI Records
- 5thシングル「グーチョキパーができるかな？」（2020年12月4日公開）[20]
  - 作詞：田村歩美
  - 作曲：アメリカ民謡
  - 編曲：PandaBoY
  - 販売：ユニバーサル ミュージック EMI Records
- 6thシングル「どうぶつずかんのうた」（2021年4月12日公開）[20]
  - 作詞：森田友梨、京田クリエーション、主婦の友社
  - 作曲：森田友梨
  - 販売：ユニバーサル ミュージック EMI Records
- 7thシングル「にこにこクマイルクマーバ」（2021年7月21日公開）[21]
  - 作詞：水野崇志
  - 作曲：谷ナオキ（HANO）
  - 販売：ユニバーサル ミュージック EMI Records
- 8thシングル「ドレミのさんぽみち」（2021年12月10日公開）[22]
  - 作詞：水野崇志
  - 作曲：森本貴大
  - 販売：ユニバーサル ミュージック EMI Records

### オリジナルソング
- 「はみがきパトロール」（2019年10月9日公開）[23]
  - 歌：クマーバ（CVファイルーズあい）、タブリス（CV佐藤舞）
  - 作詞・編曲：あおいちひろ
  - 音楽プロデュース：すどうゆうき（helo.inc）
  - 歯科監修：旗手 勝浩(歯科技工士、Ippin Dental Laboratory.)

## 関係者

### 童謡歌手
「クマーバチャンネル」内の、童謡やキッズソングのカバーを歌う歌手。
- 堀優衣、斉藤花耶、鈴木杏奈

### スタッフ
- 原案・プロデュース - 樋渡昇一郎
- 企画 - 滝渕紘一朗
- 脚本 - 水野崇志
- ３Dエンジニアリング - 大嶋剛直
- ディレクター：関根知佳、川島勇輝、坂本鼓太郎、横山道子
- ライセンス・タイアップ：土本幹郎
- アシスタントプロデューサー：柳澤麗
- チャンネルプロデューサー：辻橋賢弥
- インスタグラム運用：越川理沙
- バナーデザイン：松本奈津美
- 童謡楽曲制作：坂田裕介
- 録音：長田浩幸
- 振り付け：高橋有加
- モーションキャプチャ - 駒井祐人
- テクニカルアーティスト - 菱谷隼人
- 3DCG - キャニットG
- 童謡楽曲制作 - 坂田裕介
- イラスト：中西トモナオ、オカズワ・シャケ、奥田まがね、あだちゆう
- スペシャルサンクス：藤田真也、小川祐果、河西健大、髙木彬光、原田亜衣香
- クリエイティブアドバイザー - 香田哲朗
- 製作 - アカツキメディアスタジオ

## テレビアニメ「クマーバ」
2024年4月よりテレビ東京ほかにてテレビアニメ「クマーバ」が放送。